# Rage Comics
Rage comics zijn series van webcomics, met personages of "rage faces" gemaakt met eenvoudige tekenprogramma's. De comics vertellen doorgaans een humoristische levenservaring van de auteur zelf. Zoals de naam suggereert, gaat het om een comic die een verhaal toont dat meestal eindigt met haat of woede. De meeste "rage faces" drukken echter geen woede uit; de naam komt voort uit "rage guy", de eerste "rage face". Rage comics werden populair met de komst van "rage comic generators", webapplicaties die het creëren van de comics vergemakkelijkten.

## Ontstaan
De eerste comic van een amateur dateert van 2008, op het 4chan-"/b/ board" met de introductie van "FFFUUUUUU Rageguy 4-panes", een comic bestaande uit vier kaders en met de "rage guy face".

## Begin populariteit
In januari 2009 lanceerde de website Reddit het subreddit "FFFFFFFUUUUUUUUUUUU" (bekend als "f7u12"), waarbij gebruikers hun eigen (originele) rage faces konden voorleggen. Dit stimuleerde de verspreiding en toename van de rage faces. Bekende voorbeelden zijn "everything went beter than expected" en "F*ck Yea".

## Nieuwe methoden
De populariteit van de Rage Comics en de nood naar een makkelijkere methode om ze te maken, leidde ertoe dat "rage makers" werden ontwikkeld. De populairste zijn de "memebase ragebuilder" en "Dan Awesome's Ragemaker".

## Bekende rage faces
Aww Yea GuyIs een personage van een zelfvoldaan uitziende man die achteruit leunt en ‘AAAWWW YYYEEAA' schreeuwt. De tekening drukt een succesgevoel uit.
Cereal GuyIs een stokventje dat cornflakes eet. Het wordt voor meerdere situaties gebruikt. Geeft vooral kritiek op uiteenlopende onderwerpen.
Challenge AcceptedDeze Rage Face komt voor in four-pane comics (strips met 4 kaders) over een situatie uit het echte leven waarbij het personage tegenover een uiterst moeilijke en/of zeer gevaarlijke taak komt te staan. Het personage aanvaardt de uitdaging. In het derde plaatje is dan het (niet gelijkende) resultaat te zien van de poging waarna de comic afsluit met 'Close enough' (goed genoeg voor mij).
DerpEen Derp is een persoon die (veelal onbedoeld) een gekke uitdrukking op zijn gezicht heeft.
DerpinaVrouwelijke variant van Derp.
Everything went better than expectedDit is een Rage Face die gebruikt wordt aan het einde van het verhaal. Hij eindigt een meestal misgelopen situatie met een ‘happy end'.
Forever Alone GuyIs een Rage Face die eenzaamheid en teleurstellingen uit drukt. De woorden "forever alone" worden vaak aangepast om een grappig effect te creëren.  Bijvoorbeeld "Forever A Scone".
F*ck YeaIs een zelfvoldaan stokventje. Dit personage toont triomf of een ontzagwekkend gevoel.
I Lied"I Lied" is een nefaste uitziende blauw en zwarte tekening van een gezicht. De tekening drukt vaak oneerlijkheid uit.
Like a BossKomt van de videoclip door de Lonely Island om te zeggen dat "iets gedurfd was".
"Me Gusta" GuyIs een rage face voor een vreemde en walgelijke gebeurtenis met "Me Gusta" wat "het bevalt me" betekent.
Not BadGekend als de Obama rage face, waarop hij een bevestigende gezichtsuitdrukking heeft (sturgeon face). Not Bad wordt gebruikt om iets of iemand toe te juichen.
Okay GuyIs een stopventje dat "Okay" zegt in verschillende omstandigheden waar de andere rage face net niet akkoord gaan.
Poker FaceZijn strips met 4 kaders met het hoofdpersonage in een vreemde of gênante situatie en eindigt met een emotieloze gezichtsuitdrukking.
Bad Poker FaceEen personage dat lijkt op de Poker Face, met een ongemakkelijke glimlach op zijn gezicht. Dit duidt een ongemakkelijke situatie aan.
RageguyIs een personage om teleurstelling, ergernis of ongenoegen uit te drukken. Ongeacht de situatie.
SexytimeWordt gebruikt om te vermelden dat er seksuele interactie aankomt (voor het personage).
"Y U NO" GuyIs een rage face waar men sms taal en zorgeloze grammatica gebruikt om de aandacht van de lezer te vestigen op een onderwerp.
Trollface (ook Coolface)Is een zwart-wit tekening van een gezicht met een brede ondeugende grijns die is bedoeld om aan te tonen dat iemand aan het trollen is.
AYBABTU · Bed Intruder Song · Bert is Evil · Bielefeldcomplot · Dat Boi · facepalm · Gangnam Style · Grumpy Cat · Happy Merchant · Harlem Shake · Ice Bucket Challenge · intelligent falling · Invisible Pink Unicorn · lolcat · leisure diving · Loitumameisje · Numa Numa · Nyan Cat · Oof · Pedobear · Pepe the Frog · Planking · Rage Comics · rickroll · ROFLcopter · Serge de lama · Vliegend Spaghettimonster